# ژاک دو بارونسلی
ژاک دو بارونسلی (فرانسوی: Jacques de Baroncelli‎؛ ۲۵ ژوئن ۱۸۸۱ – ۱۲ ژانویه ۱۹۵۱) یک کارگردان، فیلم‌نامه‌نویس، هنرپیشه و تهیه‌کننده فیلم اهل فرانسه بود.
شهرت وی به‌خاطر فعالیت در فیلم‌های صامت از سال ۱۹۱۵ تا اواخر دههٔ ۳۰ میلادی است.
از فیلم‌ها یا مجموعه‌های تلویزیونی که وی در آن‌ها نقش داشته‌است، می‌توان به زن و بازیچه او و ولپن اشاره نمود.